# Прапор Каліфорнії
Прапор Каліфорнії (англ. Flag of California) — один із символів американського штату Каліфорнія. Прообразом прапора послужив «Ведмежий Прапор», який використовувався в 1846 році Каліфорнійською республікою, також званої Республіка Ведмежого Прапора. Прізвисько «Ведмежий прапор» поширюється й на нинішній прапор.
Прапор був прийнятий рішенням законодавчих зборів штату і підписаний губернатором Хірамові Джонсоном 3 лютого 1911.

## Опис прапора

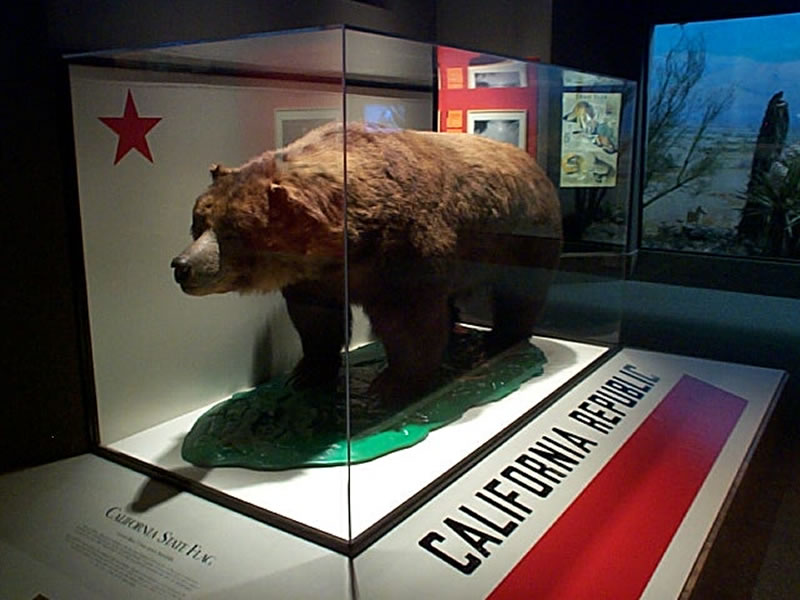
«Монарх» в макеті прапора Каліфорнії

Прапор (зразка 1911 р.) являє собою прямокутне полотнище білого кольору, внизу смуга червоного кольору шириною 1/6 від ширини прапора. У крижі розташована червона зірка, над червоною смугою напис CALIFORNIA REPUBLIC (англ. Каліфорнійська республіка). У центрі білого поля зображення ведмедя грізлі, що йде до древка зеленою галявиною. Ведмедя зображено коричневим кольором і довжиною 1/3 від довжини прапора. Відношення ширини прапора до його довжини 2:3.
У 1953 році було підписано новий закон про прапор, який змінив деякі пропорції. Довжина ведмедя — 2/3 ширини прапора, висота ведмедя до його довжини 1:2.
Ведмідь зображений на прапорі був змальований з ведмедя на прізвисько Монарх, якого спіймав газетний репортер Аллен Келлі. Згодом ведмедя перемістили в Вудвардс-Ґарденс в Сан-Франциско. Після смерті ведмедя в 1911 році, зроблене з нього опудало було виставлено в Каліфорнійській Академії Наук у Golden Gate Park.

## Кольори прапора
| Колір | Pantone | HTML    | RGB         |
| ----- | ------- | ------- | ----------- |
|       | Safe    | #FFFFFF | 255 255 255 |
|       | 200     | #9E1A36 | 158 26 54   |
|       | 729C    | #B08A61 | 176 138 97  |
|       | 462C    | #54472E | 84 71 46    |
|       | 348     | #368547 | 54 133 71   |

## Історичні прапори

### «Прапор самотньої зірки»

«Прапор самотньої зірки»

У 1836 році Хуан Альварадо і Айзек Ґрем підняли повстання проти мексиканського правління. Захопивши Монтерей повсталі оголосили Каліфорнію «Вільною незалежною державою». Хоча це повстання було приречене на провал, прапор став прообразом для початкового «Ведмежого прапора». «Прапор самотньої зірки» являв собою біле полотнище з однією червоною зіркою в центрі.

### «Ведмежий прапор»

Початковий «Ведмежий прапор», ((fd

Перший «Ведмежий прапор» придумав Вільям Л. Тодд, племінник Мері Тодд — дружини Авраама Лінкольна. Згідно з книгою Flags Over California (Прапори Каліфорнії), виданої Каліфорнійським військовим департаментом, зірка на прапорі взята з «Прапора самотньої зірки». 1878 року Вільям Тодд в листі до Los Angeles Express писав, що зірка, намальована соком ожини, зроблена на згадку про каліфорнійський «Прапор самотньої зірки». Зображення ведмедя символізує силу і впертий рух Опору.
Прапор було піднято 14 червня 1846 з початком повстання за незалежність від Мексики та проголошенням Каліфорнійської республіки. Після висадки десанту 7 липня 1846 року Джон Дрейк Слоат (командувач Тихоокеанським ескадроном ВМФ США) оголосив ці землі територією США і підняв американський прапор (з 28 зірками) в місті Монтеррей.
9 липня повсталі ухвалили рішення про ліквідацію республіки. Лейтенант ВМФ Джозеф Воррен Рівер (Joseph Warren Revere), який прибув до столиці Каліфорнійської республіки Сономи спустив Ведмежий прапор. Цей прапор було передано молодому Джону Е. Монтгомері (син Джона Б. Монтгомері — командира військового корабля США «Портсмут»). У листі до своєї матері він писав: «Каффа при спуску гарчав». Каффа (Cuffy) — прізвисько ведмедя на прапорі, яке він йому дав.
Ведмежий прапор, переданий молодому Монтгомері, відбув з кораблем ВМФ США «Портсмут» на східне узбережжя США в 1848 році. У 1855 році цей прапор було повернено до Каліфорнії та вручено двом сенаторам Каліфорнії, які 8 вересня 1855 пожертвували прапор «Суспільству Каліфорнійських першопрохідців» (Society of California Pioneers) в Сан-Франциско. 18 квітня 1906 прапор, який зберігався в будівлі суспільства, згорів у пожежі після землетрусу в Сан-Франциско. Сьогодні точну копію демонструють у військовому гарнізоні Сономи (Sonoma Barracks). Також в Сономі на площі, де вперше було піднято «Ведмежий прапор», встановлено пам'ятник на честь цієї події.